# Bordușani
Bordușani is een Roemeense gemeente in het district Ialomița.
Bordușani telt 5206 inwoners.